# 芬蘭廣播公司第二電視台
芬蘭廣播公司第二電視台（芬蘭語和瑞典語：Yle TV2）是芬蘭廣播公司一條於1965年開播的公共電視頻道，為兩條已經停播的電視頻道——「TES-TV」和「Tamvisio」——之繼承者，現時擁有約400名員工。這條頻道主要播放兒童、青少年、戲劇、體育和音樂節目，並在2014年1月開播高清電視訊號，每年廣播約4200小時。